# Arthur Gehlert
Arthur Gehlert (* 5. April 1833 in Johanngeorgenstadt; † 13. Januar 1904 in Berlin) war ein deutscher Kaufmann, Unternehmer und Politiker. Er besaß eine Filz- und Kratzentuchfabrik in Dittersdorf (bei Chemnitz) und war Abgeordneter des Deutschen Reichstags, in dem er seit 1884 die Deutsche Reichspartei vertrat.
Er war der Sohn der Löffelfabrikanten August Friedrich Gehlert in Johanngeorgenstadt, der dort 1811 das Bürgerrecht erworben hatte. 1858 ließ er sich als selbständiger Kaufmann in Chemnitz nieder, 1875 errichtete er in Dittersdorf eine Filz- und Kratzentuchfabrik, die er bis 1881 besaß, bevor der sich vollständig der Politik widmete.
Arthur Gehlert betätigte sich als Schachkomponist. Seine am 8. März 1903 als Beiheft des Deutschen Wochenschachs erschienene Schrift Über das Wesen des Schachproblems, zu deren Niederschrift er von Paul Schellenberg und Johannes Kohtz im „Dresdner Schachverein“ ermutigt worden war, brach mit den jahrzehntelang postulierten Berger’schen Kunstgesetzen und leitete eine Revolution in der Schachkomposition ein, die schließlich in einer neuen Kompositionsrichtung, der Neudeutschen (oder auch Logischen) Schule, ihren Widerhall fand.
Gehlert starb in einer Berliner Klinik.

## Schriften
- Über das Wesen des Schachproblems. Beilage zu: Deutsches Wochenschach vom 8. März 1903.
- (mit Friedrich Amelung): Der älteste Londoner Schachzirkel in der St. Marinstraße. In: Deutsches Wochenschach, Jahrgang 1904, S. 29.